# ГЕС-ГАЕС Ова-Спін
ГЕС-ГАЕС Ова-Спін — гідроелектростанція на сході Швейцарії. Становить найвищий ступінь у гідровузлі, створеному у верхів'ях річки Інн (права притока Дунаю).
Водосховища, необхідні для роботи станції, спорудили на річці Спол (права притока Інна, яка дренує північну частину гірського хребта Livigno Alps). Вище по течії знаходиться озеро Livigno довжиною 9 км (більша частина на території Італії), площею поверхні 4,1 км2 та об'ємом 165 млн м3. Його утворили за допомогою аркової греблі Punt dal Gall висотою 130 метрів і довжиною 540 метрів, на спорудження якої пішло 776 тис. м3 матеріалу. Нижче розташована аркова гребля Ова-Спін висотою 73 та довжиною 130 метрів, що потребувала 27 тис. м3 матеріалу. Вона утворила сховище об'ємом 7,4 млн м3, котре використовується як нижній резервуар при роботі станції в режимі гідроакумуляції. Також зі сховища Ova Spin бере початок дериваційний тунель до другого ступеня гідровузла — ГЕС Праделла.
Між верхнім та нижнім резервуарами прокладено дериваційний тунель довжиною 7,6 км, що забезпечує напір від 105 до 205 метрів (в залежності від рівня води у сховищах). Машинний зал станції обладнано двома оборотними турбінами типу Френсіс загальною потужністю 50 МВт, які забезпечують виробництво 100 млн кВт·год на рік при споживанні в насосному режимі 49 млн кВт·год.